# 1973年モナコグランプリ
座標: 北緯43度44分4.74秒 東経7度25分16.8秒 / 北緯43.7346500度 東経7.421333度
1973年モナコグランプリ (英: 1973 Monaco Grand Prix) は、1973年のF1世界選手権の第6戦として、1973年6月3日にモンテカルロ市街地コースで開催された。

## 概要
78周で行われたレースはティレルのジャッキー・スチュワートがポール・トゥ・ウィンで通算25勝目を挙げ、彼の友人であったジム・クラークが持つF1通算最多勝利記録に並んだ。2位はロータスのエマーソン・フィッティパルディ、チームメイトのロニー・ピーターソンが3位となった。
本レースは後にチャンピオンドライバーとなるジェームス・ハントが、ヘスケス・レーシングのマーチを走らせてF1デビューを果たした。ハントはレース終盤でエンジントラブルに見舞われて9位（完走扱い）に終わった。

## 背景
モンテカルロ市街地コースはこの年からレイアウトが大幅に変更された。トンネルが長くなり、港の前の新しいプールの周りに新しいセクションが設けられ、ガスワークスのヘアピンは「ラスカス (La Rascasse)」とモナコGPの創始者アントニー・ノゲにちなんで名付けられた「アントニー・ノーズ (Antony Noghès)」に変更された。また、ピットはスタート・フィニッシュラインの直線に戻り、ピットレーンが拡幅された。

## エントリー
マーチを走らせる2つのプライベートチームが初参戦する。アレクサンダー・ヘスケス率いるヘスケス・レーシングは新人ジェームス・ハントがハーベイ・ポスルスウェイトによって改変された731を、LEC・リフリジレーション・レーシングはデビッド・パーレイが731を走らせる。フェラーリはアルトゥーロ・メルツァリオ用の312B3が完成し、ジャッキー・イクスとの2台体制に戻った。

### エントリーリスト
| チーム                                             | No. | ドライバー                     | コンストラクター | シャシー | エンジン                         | タイヤ |
| -------------------------------------------------- | --- | ------------------------------ | ---------------- | -------- | -------------------------------- | ------ |
| ジョン・プレイヤー・チーム・ロータス               | 1   | エマーソン・フィッティパルディ | ロータス         | 72E      | フォード・コスワース DFV 3.0L V8 | G      |
| ジョン・プレイヤー・チーム・ロータス               | 2   | ロニー・ピーターソン           | ロータス         | 72E      | フォード・コスワース DFV 3.0L V8 | G      |
| スクーデリア・フェラーリ SpA SEFAC                 | 3   | ジャッキー・イクス             | フェラーリ       | 312B3    | フェラーリ 001/11 3.0L F12       | G      |
| スクーデリア・フェラーリ SpA SEFAC                 | 4   | アルトゥーロ・メルツァリオ     | フェラーリ       | 312B3    | フェラーリ 001/11 3.0L F12       | G      |
| エルフ・チーム・ティレル                           | 5   | ジャッキー・スチュワート       | ティレル         | 006      | フォード・コスワース DFV 3.0L V8 | G      |
| エルフ・チーム・ティレル                           | 6   | フランソワ・セベール           | ティレル         | 006      | フォード・コスワース DFV 3.0L V8 | G      |
| ヤードレー・チーム・マクラーレン                   | 7   | デニス・ハルム                 | マクラーレン     | M23      | フォード・コスワース DFV 3.0L V8 | G      |
| ヤードレー・チーム・マクラーレン                   | 8   | ピーター・レブソン             | マクラーレン     | M23      | フォード・コスワース DFV 3.0L V8 | G      |
| チェラミカ・パニョッシン・チーム・MRD              | 9   | アンドレア・デ・アダミッチ     | ブラバム         | BT37     | フォード・コスワース DFV 3.0L V8 | G      |
| モーターレーシング・ディベロップメンツ・リミテッド | 10  | カルロス・ロイテマン           | ブラバム         | BT42     | フォード・コスワース DFV 3.0L V8 | G      |
| モーターレーシング・ディベロップメンツ・リミテッド | 11  | ウィルソン・フィッティパルディ | ブラバム         | BT42     | フォード・コスワース DFV 3.0L V8 | G      |
| エンバシー・レーシング                             | 12  | グラハム・ヒル                 | シャドウ         | DN1      | フォード・コスワース DFV 3.0L V8 | G      |
| STP・マーチ・レーシングチーム                      | 14  | ジャン＝ピエール・ジャリエ     | マーチ           | 731      | フォード・コスワース DFV 3.0L V8 | G      |
| クラーク＝モーダウント＝ガスリー・レーシング       | 15  | マイク・ボイトラー             | マーチ           | 731      | フォード・コスワース DFV 3.0L V8 | F      |
| UOP・シャドウ・レーシングチーム                    | 16  | ジョージ・フォルマー           | シャドウ         | DN1      | フォード・コスワース DFV 3.0L V8 | G      |
| UOP・シャドウ・レーシングチーム                    | 17  | ジャッキー・オリバー           | シャドウ         | DN1      | フォード・コスワース DFV 3.0L V8 | G      |
| LEC・リフリジレーション・レーシング                | 18  | デビッド・パーレイ             | マーチ           | 731      | フォード・コスワース DFV 3.0L V8 | G      |
| マールボロ・BRM                                    | 19  | クレイ・レガツォーニ           | BRM              | P160E    | BRM P142 3.0L V12                | F      |
| マールボロ・BRM                                    | 20  | ジャン＝ピエール・ベルトワーズ | BRM              | P160E    | BRM P142 3.0L V12                | F      |
| マールボロ・BRM                                    | 21  | ニキ・ラウダ                   | BRM              | P160E    | BRM P142 3.0L V12                | F      |
| マルティーニ・レーシング                           | 22  | クリス・エイモン               | テクノ           | PA123/6  | テクノ シリーズP 3.0L F12        | F      |
| ブルックボンド・オクソ・チーム・サーティース       | 23  | マイク・ヘイルウッド           | サーティース     | TS14A    | フォード・コスワース DFV 3.0L V8 | F      |
| ブルックボンド・オクソ・チーム・サーティース       | 24  | カルロス・パーチェ             | サーティース     | TS14A    | フォード・コスワース DFV 3.0L V8 | F      |
| フランク・ウィリアムズ・レーシングカーズ           | 25  | ハウデン・ガンレイ             | イソ・マールボロ | IR       | フォード・コスワース DFV 3.0L V8 | F      |
| フランク・ウィリアムズ・レーシングカーズ           | 26  | ナンニ・ギャリ                 | イソ・マールボロ | IR       | フォード・コスワース DFV 3.0L V8 | F      |
| ヘスケス・レーシング                               | 27  | ジェームス・ハント             | マーチ           | 731      | フォード・コスワース DFV 3.0L V8 | F      |
| ソース:                                            |     |                                |                  |          |                                  |        |

## 予選
ロータスとティレルのチャンピオン争いが激化していく中、ジャッキー・スチュワート（ティレル）がロニー・ピーターソン（ロータス）を0.2秒差で抑え、今季初のポールポジションを獲得した。マクラーレン・M23の優れたパフォーマンスによりデニス・ハルムがフランソワ・セベール（ティレル）とエマーソン・フィッティパルディ（ロータス）を上回る3番手となり、両チームの間に割って入った。決勝に進出できる台数は前年同様25台で、参加した26台のうち1台のみが予選落ちとなるところであったが、土曜日の午後にジョージ・フォルマー（シャドウ）がアルトゥーロ・メルツァリオ（フェラーリ）と接触した際にマシンが大破し、決勝に出場できなくなったことから、フォルマーを除く25台が予選を通過した。
主催者がスチュワートの予選タイムを基に計算したところ、コースレイアウトの変更により当初予定されていた80周のままではレギュレーションに定められている2時間を超えてしまう可能性が出たため、決勝の周回数を80周から78周に短縮することを決めた。

### 予選結果
| 順位    | No. | ドライバー                     | コンストラクター          | タイム | 差   | グリッド |
| ------- | --- | ------------------------------ | ------------------------- | ------ | ---- | -------- |
| 1       | 5   | ジャッキー・スチュワート       | ティレル-フォード         | 1:27.5 | -    | 1        |
| 2       | 2   | ロニー・ピーターソン           | ロータス-フォード         | 1:27.7 | +0.2 | 2        |
| 3       | 7   | デニス・ハルム                 | マクラーレン-フォード     | 1:27.8 | +0.3 | 3        |
| 4       | 6   | フランソワ・セベール           | ティレル-フォード         | 1:27.9 | +0.4 | 4        |
| 5       | 1   | エマーソン・フィッティパルディ | ロータス-フォード         | 1:28.1 | +0.6 | 5        |
| 6       | 21  | ニキ・ラウダ                   | BRM                       | 1:28.5 | +1.0 | 6        |
| 7       | 3   | ジャッキー・イクス             | フェラーリ                | 1:28.7 | +1.2 | 7        |
| 8       | 19  | クレイ・レガツォーニ           | BRM                       | 1:28.9 | +1.4 | 8        |
| 9       | 11  | ウィルソン・フィッティパルディ | ブラバム-フォード         | 1:28.9 | +1.4 | 9        |
| 10      | 25  | ハウデン・ガンレイ             | イソ・マールボロ-フォード | 1:29.0 | +1.5 | 10       |
| 11      | 20  | ジャン＝ピエール・ベルトワーズ | BRM                       | 1:29,0 | +1.5 | 11       |
| 12      | 22  | クリス・エイモン               | テクノ                    | 1:29.3 | +1.8 | 12       |
| 13      | 23  | マイク・ヘイルウッド           | サーティース-フォード     | 1:29.4 | +1.9 | 13       |
| 14      | 14  | ジャン＝ピエール・ジャリエ     | マーチ-フォード           | 1:29,4 | +1.9 | 14       |
| 15      | 8   | ピーター・レブソン             | マクラーレン-フォード     | 1:29.4 | +1.9 | 15       |
| 16      | 4   | アルトゥーロ・メルツァリオ     | フェラーリ                | 1:29.5 | +2.0 | 16       |
| 17      | 24  | カルロス・パーチェ             | サーティース-フォード     | 1:29.6 | +2.1 | 17       |
| 18      | 27  | ジェームス・ハント             | マーチ-フォード           | 1:29.9 | +2.4 | 18       |
| 19      | 10  | カルロス・ロイテマン           | ブラバム-フォード         | 1:30.1 | +2.6 | 19       |
| 20      | 16  | ジョージ・フォルマー           | シャドウ-フォード         | 1:30.4 | +2.9 | DNS 1    |
| 21      | 15  | マイク・ボイトラー             | マーチ-フォード           | 1:31.0 | +3.5 | 20       |
| 22      | 26  | ナンニ・ギャリ                 | イソ・マールボロ-フォード | 1:31.1 | +3.6 | 21       |
| 23      | 17  | ジャッキー・オリバー           | シャドウ-フォード         | 1:31.2 | +3.7 | 22       |
| 24      | 18  | デビッド・パーレイ             | マーチ-フォード           | 1:31.9 | +4.4 | 24 2     |
| 25      | 12  | グラハム・ヒル                 | シャドウ-フォード         | 1:31.9 | +4.4 | 23 2     |
| 26      | 9   | アンドレア・デ・アダミッチ     | ブラバム-フォード         | 1:32.1 | +4.6 | 25       |
| ソース: |     |                                |                           |        |      |          |

追記
- ^1 - フォルマーはメルツァリオとの接触によりマシンが大破したため、決勝への出走を見合わせた[4]
- ^2 - ヒルとパーレイはグリッドを入れ替えた[8]

## 決勝
特記のない出典: 
フランソワ・セベールが好スタートを切り首位に躍り出て、ロニー・ピーターソン、クレイ・レガツォーニ、ジャッキー・スチュワート、エマーソン・フィッティパルディ、ニキ・ラウダが続く。
セベールは後続との差を大きく広げて2周目を走行したが、ガードレールに接触したことでタイヤがバーストしてしまい、交換のためピットインを強いられた。
代わってロニー・ピーターソンが首位に立ち、、ジャッキー・イクスが続くが、レガツォーニはブレーキトラブルでピットインし、その後もマシンのところどころに不具合が発生してピットインを繰り返し、最終的に燃料ポンプのトラブルによりリタイアした。
これでスチュワートが2位に上がり首位のピーターソンを追走し、8周目のピットを抜けたコーナーでピーターソンを捉えて首位に立つ。以後はスチュワートが首位を独走していく。逆にピーターソンはDFVエンジンがパワーロスしたことによりペースが落ち、E.フィッティパルディとラウダにも抜かれ、ジャッキー・イクスやウィルソン・フィッティパルディらの第2グループを形成する。
しばらく順位に変動がないままレースは続いたが、ラウダのギアボックスが24周目に壊れてリタイアしてから、マシントラブルでリタイアするドライバーが続出する。
E.フィッティパルディが首位を独走するスチュワートへの追撃体制を整える一方、イクスもギアボックスのトラブルでリタイアする。代わってエマーソンの兄W.フィッティパルディが3位につけ、ピーターソンとセベールが続く。
残り20周になってからE.フィッティパルディはスチュワートとの差を徐々に詰めていき、50周目には13秒だった差を70周目には4秒まで詰める。兄のW.フィッティパルディは残り5周でクラッチトラブルにより姿を消すが、E.フィッティパルディはさらに猛プッシュをかけてスチュワートを追い詰めていくも、スチュワートに1.3秒及ばなかった。
スチュワートはモナコGP3勝目並びにF1通算25勝目を挙げ、スコットランド出身の先輩であるジム・クラークが持つF1通算最多勝利数に並んだ。2位にE.フィッティパルディ、3位にピーターソンのロータス勢が続き、ピーターソンはロータス移籍後初ポイントを獲得した。
ドライバーズチャンピオン争いはE.フィッティパルディが41点とリードするが、スチュワートが4点差まで迫ってきた。コンストラクターズチャンピオン争いは首位ティレルが2位ロータスとの差を4点に広げた。

### レース結果
| 順位    | No. | ドライバー                     | コンストラクター          | 周回数 | タイム/リタイア原因     | グリッド | ポイント |
| ------- | --- | ------------------------------ | ------------------------- | ------ | ----------------------- | -------- | -------- |
| 1       | 5   | ジャッキー・スチュワート       | ティレル-フォード         | 78     | 1:57:44.3               | 1        | 9        |
| 2       | 1   | エマーソン・フィッティパルディ | ロータス-フォード         | 78     | +1.3                    | 5        | 6        |
| 3       | 2   | ロニー・ピーターソン           | ロータス-フォード         | 77     | +1 Lap                  | 2        | 4        |
| 4       | 6   | フランソワ・セベール           | ティレル-フォード         | 77     | +1 Lap                  | 4        | 3        |
| 5       | 8   | ピーター・レブソン             | マクラーレン-フォード     | 76     | +2 Laps                 | 15       | 2        |
| 6       | 7   | デニス・ハルム                 | マクラーレン-フォード     | 76     | +2 Laps                 | 3        | 1        |
| 7       | 9   | アンドレア・デ・アダミッチ     | ブラバム-フォード         | 75     | +3 Laps                 | 25       |          |
| 8       | 23  | マイク・ヘイルウッド           | サーティース-フォード     | 75     | +3 Laps                 | 13       |          |
| 9       | 27  | ジェームス・ハント             | マーチ-フォード           | 73     | エンジン                | 18       |          |
| 10      | 17  | ジャッキー・オリバー           | シャドウ-フォード         | 72     | +6 Laps                 | 22       |          |
| 11      | 11  | ウィルソン・フィッティパルディ | ブラバム-フォード         | 71     | 燃料ポンプ              | 9        |          |
| Ret     | 14  | ジャン＝ピエール・ジャリエ     | マーチ-フォード           | 67     | ギアボックス            | 14       |          |
| Ret     | 12  | グラハム・ヒル                 | シャドウ-フォード         | 62     | サスペンション          | 23       |          |
| Ret     | 4   | アルトゥーロ・メルツァリオ     | フェラーリ                | 58     | 油圧低下                | 16       |          |
| Ret     | 10  | カルロス・ロイテマン           | ブラバム-フォード         | 46     | ギアボックス            | 19       |          |
| Ret     | 3   | ジャッキー・イクス             | フェラーリ                | 44     | ドライブシャフト        | 7        |          |
| Ret     | 25  | ハウデン・ガンレイ             | イソ・マールボロ-フォード | 41     | ドライブシャフト        | 10       |          |
| Ret     | 20  | ジャン＝ピエール・ベルトワーズ | BRM                       | 39     | アクシデント            | 11       |          |
| Ret     | 24  | カルロス・パーチェ             | サーティース-フォード     | 31     | ドライブシャフト        | 17       |          |
| Ret     | 18  | デビッド・パーレイ             | マーチ-フォード           | 31     | 燃料ポンプ              | 24       |          |
| Ret     | 26  | ナンニ・ギャリ                 | イソ・マールボロ-フォード | 30     | ドライブシャフト        | 21       |          |
| Ret     | 21  | ニキ・ラウダ                   | BRM                       | 24     | ギアボックス            | 6        |          |
| Ret     | 22  | クリス・エイモン               | テクノ                    | 22     | オーバーヒート/ブレーキ | 12       |          |
| Ret     | 19  | クレイ・レガツォーニ           | BRM                       | 15     | ブレーキ                | 8        |          |
| Ret     | 15  | マイク・ボイトラー             | マーチ-フォード           | 3      | エンジン                | 20       |          |
| DNS     | 16  | ジョージ・フォルマー           | シャドウ-フォード         |        | 予選でアクシデント      |          |          |
| ソース: |     |                                |                           |        |                         |          |          |

優勝者ジャッキー・スチュワートの平均速度
130.298 km/h (80.963 mph)
ファステストラップ
- エマーソン・フィッティパルディ - 1:28.1 (78周目)

ラップリーダー
太字は最多ラップリーダー
- フランソワ・セベール - 1周 (1)
- ロニー・ピーターソン - 6周 (2-7)
- ジャッキー・スチュワート - 71周 (8-78)

達成された主な記録
- ドライバー
  - 40回目の表彰台: ジャッキー・スチュワート
  - 初出走/初完走: ジェームス・ハント[15]
  - 初出走: デビッド・パーレイ[16]
- コンストラクター
  - 10回目のポールポジション: ティレル

## 第6戦終了時点のランキング
|         | 順位 | ドライバー                     | ポイント |
| ------- | ---- | ------------------------------ | -------- |
|         | 1    | エマーソン・フィッティパルディ | 41       |
|         | 2    | ジャッキー・スチュワート       | 37       |
|         | 3    | フランソワ・セベール           | 21       |
|         | 4    | ピーター・レブソン             | 11       |
|         | 5    | デニス・ハルム                 | 10       |
| ソース: |      |                                |          |

|         | 順位 | コンストラクター      | ポイント |
| ------- | ---- | --------------------- | -------- |
|         | 1    | ティレル-フォード     | 45       |
|         | 2    | ロータス-フォード     | 41       |
|         | 3    | マクラーレン-フォード | 17       |
|         | 4    | フェラーリ            | 9        |
|         | 5    | シャドウ-フォード     | 5        |
| ソース: |      |                       |          |

- 注:  トップ5のみ表示。前半8戦のうちベスト7戦及び後半7戦のうちベスト6戦がカウントされる。